# War Front: Turning Point
War Front: Turning Point (рус. Военный фронт: Поворотный момент) — компьютерная игра, альтернативно-историческая стратегия реального времени, действие которой происходит во время Второй мировой войны. Игра была разработана компанией Digital Reality и издана cdv Software Entertainment
19 февраля 2007 года. Игра описывает борьбу за мировое господство между США (вместе с Британией), Германией, и Советским Союзом с использованием супероружия.

## Сюжет
Действие игры происходит в параллельном мире, в котором Адольф Гитлер был убит в начале войны, и на его место пришёл новый рейхсканцлер. В результате операция «Морской лев» проходит успешно, и нацистская Германия захватывает Великобританию. По окончании войны Германия и США вступают в технологическую холодную войну, что приводит к различным новым технологиям у обеих сторон. В конце концов, силы США и Британии выталкивают немцев из Великобритании и берут в плен канцлера (имя которого в игре не указывается), после чего нацистский режим в Германии приходит к концу. Но тут в Западную Европу вторгаются войска СССР, начиная новую фазу войны. Из-за большего количества времени у всех сторон, каждая разработала различные новые формы оружия, ранее невиданные в истории.

## Фракции

### Союзники
Самая технологичная сторона, чьи здания не требуют электрогенераторов, чтобы функционировать. Их войска являются смесью британских единиц, таких, как танк «Матильда», и американских, таких, как M26 «Першинг». У союзников есть преимущество в воздухе, так как бомбардировщик Локхид P-38 «Лайтнинг» может вести ответный огонь по вражеским истребителям, в отличие от других бомбардировщиков, а Р-51 Мустанг при изучении всех технологий лучше бронирован, имеет более высокую скорость и наносит больше урона, чем истребители других фракций. У союзников на вооружении также есть вертолёты-бронетранспортёры и грузовики с генераторами силовых полей. Они могут вызвать воздушные удары с B-17 «Летающая крепость» и «бомбы землетрясения» с Хендли Пейдж «Галифакс». Также имеют на вооружении самолёт-камикадзе, начинённый взрывчаткой B-17 «Артемида».
Сверхоружием союзников является атомная бомба, сброшенная с самолёта Northrop YB-49.

### Германия
Германия сосредоточена на огневой мощи своей бронетехники, используя танки «Пантера» и «Тигр», а также дирижабль-бомбардировщик. Особые войска немцев включают в себя гранатометчиков с Панцершреками, огнемётчиков с реактивными ранцами, а также "Экзоскелетов", являющихся солдатами в бронированных мехах. У немцев также есть тяжёлая САУ «Элефант» и сверхтяжёлый танк Маус. Германия может вызвать бомбардировщики Junkers Ju 390 и Horten Ho 229.
Сверхоружием Германии является крылатая ракета «Фау-1», которую можно улучшить в баллистическую ракету «Фау-2».

### СССР
Силы Советского Союза имеют преимущество в численности. Советская пехота отличается от других, например, некоторые солдаты могут бросать коктейли Молотова или продавать водку другим солдатам для повышения морального духа. Советские танки немного слабее других танков, то же самое касается и ВВС. Особыми единицами являются Гигантская Турель и модифицированный Т-35 «Харьков» - огромный танк с пятью башнями, который довольно сложно уничтожить. СССР может вызвать ТБ-3 для сброса бомб или парашютистов. Также советская сторона может использовать партизан.
Советское сверхоружие — «ледяная бомба», сброшенная с модифицированного ТБ-3, которая замораживает всё в определённом радиусе.

## Персонажи
Игрок управляет девятью основными персонажами (по три с каждой стороны). Каждый из этих персонажей играет важную роль в сюжете и имеет различные способности, чтобы помочь в бою. Эти герои «бессмертны», то есть при их смерти игрок может вернуть их в бой из казармы.

### Германия
- Обер-лейтенант Роланд Хелльманн. Оружие: трёхствольный гранатомет
- Дитрих Прайсс. Оружие: пистолет-пулемёт МР-40
- Эльза Адлер. Также вооружена МР-40

### Союзники
- Полковник Джон Линч. Оружие: гранатомёт, напоминающий M79
- Анна Херцог. Оружие: пистолет-пулемёт Томпсона
- Винсент Санье. Оружие: Кольт M1911

### СССР
- Алексей Михалков. Оружие: пулемёт ДШК
- Надя Аманова. Оружие: метательные ножи
- Генерал Андрей Назаров. Оружие: винтовка Мосина с оптическим прицелом

## Отзывы
| Сводный рейтинг | Сводный рейтинг |
| Агрегатор       | Оценка          |
| --------------- | --------------- |
| GameRankings    | 73,41 %         |